# Gregory Lawler
Gregory Francis Lawler (o Greg; Alexandria, 14 luglio 1955) è un matematico statunitense che lavora nel campo della teoria della probabilità ed è meglio conosciuto per il suo lavoro dal 2000 sull'evoluzione di Schramm-Loewner.
Ha conseguito il dottorato di ricerca alla Princeton University nel 1979 sotto la supervisione di Edward Nelson. È stato membro della facoltà dell'Università Duke dal 1979 al 2001, della Cornell University dal 2001 al 2006 e dal 2006 lavora all'Università di Chicago.
Ha ricevuto il Premio Pólya 2006 dal SIAM con Oded Schramm e Wendelin Werner. Nel 2012 è diventato membro della American Mathematical Society e nel 2019 ha ricevuto il Premio Wolf per la matematica.